# Fenesta vascia
Fenesta vascia è una canzone popolare napoletana molto antica, inizialmente creduta risalente al 1500, ovvero alla dominazione spagnola di Napoli, ma che oggi storici e fonologi, a causa dei numerosi siculismi (come picciuotto a posto di guaglione) e dei francesismi, ritengono risalga molto probabilmente al XIV secolo, al periodo Angioino del Regno di Napoli.
La canzone è scritta in dialetto, con metrica di endecasillabo, e l'autore è ignoto. Nel 1825 Giulio Genoino adattò le parole al dialetto napoletano dell'epoca, e Guglielmo Cottrau la musicò.
Il testo, molto poetico, parla di un amante che attende invano che la sua amata si affacci alla finestra. Dice poi di volersene andare, e fare il venditore ambulante di acqua; ma a chi gli chiederà dell'acqua che vende, lui spiegherà che non si tratta di acqua, ma di lacrime d'amore.
Testo della canzone:
Quanta suspire mm'haje fatto jettare
Mm'arde stu core, comm'a na cannela
Bella, quanno te sento annommenare
Oje piglia la 'sperienza de la neve
La neve è fredda e se fa maniare
E tu comme si' tanta aspra e crudele?
Muorto mme vide e nun mme vuó' ajutare?
Vorría addeventare no picciuotto
Co na langella a ghire vennenn'acqua
Pe' mme ne jí da' chisti palazzuotte
Belli ffemmene meje a chi vó' acqua
Se vota na nennella da llá 'ncoppa
Chi è 'sto ninno ca va vennenn'acqua?
E io responno, co parole accorte
Só' lacreme d'ammore e non è acqua»
Nel 1861 il celebre pianista e compositore ungherese Franz Liszt ne farà una virtuosistica rielaborazione in Tarantella, terzo movimento della suite Venezia e Napoli, nata come appendice al secondo volume di Anni di pellegrinaggio, pubblicato nel 1858 dopo un lungo periodo trascorso in Italia insieme alla sua compagna Marie d'Agoult. 
Nel 1990 il cantautore Franco Simone l'ha interpretata con accompagnamento del solo pianoforte nel suo album VocEpiano. 
La canzone è stata incisa nel 2021 nell'album di cover “All of us” di Petra Magoni e Ilaria Fantin.